# کریس بوردمن
کریس بوردمن (انگلیسی: Chris Boardman؛ زادهٔ ۲۶ اوت ۱۹۶۸) دوچرخه‌سوار بازنشستهٔ اهل بریتانیاست که مدال طلای رشتهٔ تعقیب انفرادی را در بازی‌های المپیک تابستانی ۱۹۹۲ از آن خود کرد و رکورد ساعت را سه بار شکست. بوردمن همچنین در سه نوبت متفاوت پیراهن طلایی مسابقات تور دو فرانس را بر تن کرد.
او در مسابقات کشوری و بین‌المللی در مجموع برندهٔ ۴ مدال طلا، ۱ مدال نقره، ۷ مدال برنز شده‌است.